# Боснія і Герцеговина на зимових Олімпійських іграх 2014
Боснія і Герцеговина брала участь у зимових Олімпійських іграх 2014 року у Сочі (Росія), вшосте за свою історію. Олімпійська збірна країни складалася з 5 спортсменів (3 чоловіків та 2 жінок), які взяли участь у 3 видах спортивних змагань: з біатлону, гірськолижного спорту і лижних перегонів. Прапороносцем на церемонії відкриття була гірськолижниця Жана Новакович. Під час церемонії відкриття боснійські спортсмени вийшли на парад націй в ретро формі, яка була присвячена 30-річчю Олімпіади в Сараєво. Жодної медалі олімпійці Боснії і Герцеговини не завоювали.

## Біатлон
| Спортсменка  | Змагання                   | Час     | Промахи | Місце         |
| ------------ | -------------------------- | ------- | ------- | ------------- |
| Таня Каришик | спринт, жінки              | 25:06.8 | 1+1     | 78            |
| Таня Каришик | індивідуальна гонка, жінки | DNF     | 1       | Не фінішувала |

## Гірськолижний спорт
| Спортсмен      | Змагання                     | Спуск 1      | Спуск 1      | Спуск 2      | Спуск 2      | Загальний    | Загальний    |
| Спортсмен      | Змагання                     | Час          | Місце        | Час          | Місце        | Час          | Місце        |
| -------------- | ---------------------------- | ------------ | ------------ | ------------ | ------------ | ------------ | ------------ |
| Ігор Лайкерт   | суперкомбінація, чоловіки    | 1:59.76      | 44           | 55.94        | 24           | 2:55.70      | 27           |
| Ігор Лайкерт   | швидкісний спуск, чоловіки   | Н/Д          | Н/Д          | Н/Д          | Н/Д          | 2:15.07      | 44           |
| Ігор Лайкерт   | гігантський слалом, чоловіки | Не фінішував | Не фінішував | Не фінішував | Не фінішував | Не фінішував | Не фінішував |
| Ігор Лайкерт   | слалом, чоловіки             | 54.68        | 52           | Не фінішував | Не фінішував | Не фінішував | Не фінішував |
| Ігор Лайкерт   | супергігант, чоловіки        | Н/Д          | Н/Д          | Н/Д          | Н/Д          | 1:24.20      | 50           |
| Марко Рудич    | гігантський слалом, чоловіки | 1:29.55      | 53           | 1:30.40      | 49           | 2:59.95      | 49           |
| Марко Рудич    | слалом, чоловіки             | Не фінішував | Не фінішував | Не фінішував | Не фінішував | Не фінішував | Не фінішував |
| Жана Новакович | гігантський слалом, жінки    | 1:24.54      | 42           | 1:23.24      | 38           | 2:47.78      | 37           |
| Жана Новакович | слалом, жінки                | 59.79        | 35           | 56.20        | 25           | 1:55.99      | 26           |

## Лижні перегони
Марафон
| Спортсмен         | Змагання                       | Фінал        | Фінал        | Фінал        |
| Спортсмен         | Змагання                       | Час          | Відставання  | Місце        |
| ----------------- | ------------------------------ | ------------ | ------------ | ------------ |
| Младен Плакалович | 50 км, вільний стиль, чоловіки | Не фінішував | Не фінішував | Не фінішував |
| Таня Каришик      | 10 км, класичний стиль, жінки  | 41:34.6      | +13:16.8     | 72           |

Спринт
| Спортсмен         | Змагання         | Класифікація | Класифікація | Чвертьфінал | Чвертьфінал | Півфінал   | Півфінал   | Фінал      | Фінал      |
| Спортсмен         | Змагання         | Час          | Місце        | Час         | Місце       | Час        | Місце      | Час        | Місце      |
| ----------------- | ---------------- | ------------ | ------------ | ----------- | ----------- | ---------- | ---------- | ---------- | ---------- |
| Младен Плакалович | спринт, чоловіки | 4:40.64      | 82           | Не пройшов  | Не пройшов  | Не пройшов | Не пройшов | Не пройшов | Не пройшов |